# Karyamukti (Panyingkiran)
Karyamukti is een bestuurslaag in het regentschap Majalengka van de provincie West-Java, Indonesië. Karyamukti telt 4746 inwoners (volkstelling 2010).